# 懿安張皇后
張皇后（ちょうこうごう、1607年11月24日 - ?）は、明の天啓帝の皇后。崇禎帝から懿安皇后（いあんこうごう）の尊号を贈られた。

## 経歴
開封府祥符県の人。監生の張国紀と陳氏の長女として生まれた。天啓元年（1621年）、選抜され皇后に立てられた。父の張国紀は正一品錦衣衛左都督となった。明の皇帝としては珍しい、親の許しを経ず皇帝自身の選択のみによる結婚だった。
張氏は容姿は美しいが超然として高慢な性格で、深緑の服を好み、平素は本を読むのが好きであった。当初、宦官の魏忠賢と乳母の客氏が天啓帝の信任を受けて後宮の権勢を掌握していて、皇后と彼らとは犬猿の仲になった。天啓3年（1623年）10月、子の朱慈燃を妊娠したものの、客氏のために流産させられたという。後に信王朱由検（崇禎帝）を後継に立てさせたのは、皇后の力であった。
崇禎帝が即位すると、皇嫂（皇帝の兄嫁）たる懿安皇后と称され、慈慶宮に入住した。また崇禎3年（1630年）、張国紀は太康伯となった。崇禎15年（1642年）、仁寿宮（先帝妃嬪の居所）に移された。
崇禎17年（1644年）3月18日、北京が李自成軍によって陥落すると、崇禎帝は懿安皇后と皇太妃李氏に自害を命じたが、混乱のさなかでその命は伝わらなかった。翌日、李自成軍が皇宮に侵入すると、懿安皇后はその際の混乱により行方不明となった。自殺したと考えるのが通説であるが、変装して逃亡したとも言われた。南明の弘光帝によって、孝哀慈靖恭恵温貞偕天協聖悊皇后の諡号が贈られた。

## 子女
- 朱慈燃（流産、懐沖太子の諡が贈られた）

## 登場作品
- 「明珠遊龍」（2012年、日本未公開、中国）演：呉静一（中国語版）
- 『歓楽無双〜恋する事件帖〜（中国語版）』（2014年、中国）演：柳岩
- 「袁崇煥」（2018年、日本未公開、中国）演：蔡琳

## 伝記資料
- 『明熹宗実録』
- 『崇禎長編』
- 『甲申伝信録』